# Leif Johannessen
Leif Erlend Johannessen (ur. 14 kwietnia 1980 w Oslo) – norweski szachista, arcymistrz od 2002 roku.

## Kariera szachowa
Od końca lat 90. należy do ścisłej czołówki norweskich szachistów, pięciokrotnie (w tym raz na I szachownicy) występując na szachowych olimpiadach (2000–2008) oraz raz w drużynowych mistrzostwach Europy (2005). W 2002 otrzymał, jako piąty w historii zawodnik norweski, tytuł arcymistrza. Czterokrotnie zdobywał medale w mistrzostwach kraju: 2 srebrne (1999, 2001) i 2 brązowe (2000, 2005).
Wielokrotnie reprezentował swój kraj w mistrzostwach świata oraz Europy juniorów w różnych kategoriach wiekowych. W roku 1999 podzielił I m. w turnieju rozegranym w Oslo oraz był bardzo blisko zdobycia tytułu mistrza Norwegii, dzieląc z Berge Ostenstadem I-II m. w Gausdal. Dogrywkę o złoty medal przegrał 0-2 i zdobył medal srebrny. W tym samym roku podzielił II m. (za Steliosem Halkiasem) w otwartym turnieju w Hengelo. W 2001 zwyciężył z bardzo dobrym wynikiem (8½ pkt w 9 partiach) w otwartym turnieju w Oslo, w 2002 podzielił I m. (wraz z Hikaru Nakamurą i Giovannim Vescovi) na Bermudach oraz zwyciężył (przed Wadimem Miłowem) w Oslo i Dhace. W 2003 zajął II m. (za Lukiem McShane) w Malmö, natomiast w 2004 zwyciężył w Göteborgu oraz osiągnął duży sukces, dzieląc I m. (wraz z Darmenem Sadwakasowem) w tradycyjnym turnieju Politiken Cup w Kopenhadze. W 2009 r. podzielił I m. w Oslo (wspólnie z Aloyzasem Kveinysem, Emanuelem Bergiem, Jonem Ludvigiem Hammerem i Bartłomiejem Macieją).
Najwyższy ranking w dotychczasowej karierze osiągnął 1 października 2005 r., z wynikiem 2564 punktów zajmował wówczas 3. miejsce wśród norweskich szachistów.